# Karl Heinrich Wilhelm Louis Rosenbusch
Karl Heinrich Wilhelm Louis Rosenbusch (Pseudonym: R. Hartmann; * 22. August 1840 in Sankt Andreasberg; † 13. März 1895 in Hannover) war ein deutscher Lehrer und Schriftsteller.

## Leben
Rosenbusch erwarb am 5. Mai 1882 das Bürgerrecht der Stadt Hannover und wurde dann der Hauptlehrer an der Bürgerschule XIV in der Schaufelder Straße.
Unter dem Pseudonym R. Hartmann verfasste Rosenbusch laut dem Adressbuch der Stadt Hannover von 1955 „die erste bedeutungsvolle Stadtgeschichte von Hannover“. Angeblich wählte Rosenbusch sein Pseudonym, „weil er mit dem von seinem Verleger Ernst Kniep erzwungenen Textänderungen nicht einverstanden war.“

## Ehrungen
- Der 1954 im hannoverschen Stadtteil Waldheim angelegte Rosenbuschgang ehrt den Schriftsteller durch seine Namensgebung.[1]

## Schriften
- R. Hartmann: Geschichte der Residenzstadt Hannover von den ältesten Zeiten bis auf die Gegenwart. Ernst Kniep, Hannover 1880 (Digitalisat; Nachdruck UNICUM 2013, ISBN 978-3-8457-0308-4).
- R. Hartmann: Geschichte Hannovers von den ältesten Zeiten bis in die Gegenwart. Mit besonderer Rücksichtnahme auf die Entwicklung der Residenzstadt Hannover. 2. sehr erweiterte Auflage. Ernst Kniep, Hannover 1886 (2 Bände).